# Băile Herculane (stacja kolejowa)
Băile Herculane (rum: Gara Băile Herculane) – stacja kolejowa w Băile Herculane, w Okręgu Caraș-Severin, w Rumunii. Stacja jest obsługiwana przez pociągi CFR Călători. Znajduje się na ważnej magistrali kolejowej Bukareszt – Timișoara.

## Historia
Budynek powstał w latach 1878-1886 według planów architekta A.D. Serres, będący kopią zamku myśliwskiego cesarzowej Marii Teresy pod Wiedniem. Barokowy budynek nie był stacją od początku, ale był to dom łowiecki cesarza Franciszka Józefa z Austrii (1830-1916).

## Linie kolejowe
- Linia Bukareszt – Timișoara